# Louis Seehausen
Friedrich Ludwig (genannt Louis) Seehausen (* 13. November 1749 in Niederwildungen; † 18. Januar 1828 ebenda) war ein deutscher Advokat, Stadtsekretär und Abgeordneter im Fürstentum Waldeck.

## Leben
Seehausen war der Sohn des Apothekers (Engel-Apotheke) und Ratsherren in Niederwildungen, August Wilhelm Seehausen (getauft 22. Juni 1720 in Bodenwerder an der Weser; † 12. Mai 1774 in Nieder-Wildungen) und dessen Ehefrau Helene Susanne geborene Ludwig, Witwe des Apothekers in Niederwildungen Nicolaus Simon Strumphius (* 7. Mai 1707 (errechnet); † 30. Mai 1747 in Nieder-Wildungen) und Tochter des Engel-Apothekers in Niederwildungen Johann Christian Ludwig (* 10. Dezember 1687 (errechnet); † 30. September 1750 in Nieder-Wildungen). Er war evangelischer Konfession und heiratete am 12. Juli 1789 in Sachsenhausen Johannetta Friederika Louisa Neumeyer (* 29. Juli 1769 in Mengeringhausen; † 21. Februar 1851 in Nieder-Wildungen), die Tochter des Pfarrers Carl Ludwig Christoph Neumeier (Neumeyer) (* 14. September 1743 in Korbach; † 13. Mai 1810 in Sachsenhausen).
Seehausen studierte Rechtswissenschaften und wurde Advokat. Von 1784 bis 1794 war er Stadtschreiber und Stadtrichter von Sachsenhausen und Freienhagen. Etwa 1796 bis 1824 amtierte er als Stadtsekretär in Nieder-Wildungen – 1811 wurde ihm nachlässige Geschäftsführung, 1822 Altersschwäche, kurz darauf nachlassende Geisteskraft bescheinigt. Er trat Mitte 1824 aus gesundheitlichen Gründen als Stadtsekretär, Landstand und Deputationsmitglied zurück. Von etwa 1797 bis Mitte 1824 war er Mitglied des Landstandes des Fürstentums Waldeck.